# Trichomanes platyderon
Trichomanes platyderon là một loài dương xỉ trong họ Hymenophyllaceae. Loài này được Fourn. mô tả khoa học đầu tiên năm 1870.
Danh pháp khoa học của loài này chưa được làm sáng tỏ. 